# Bild Lilli

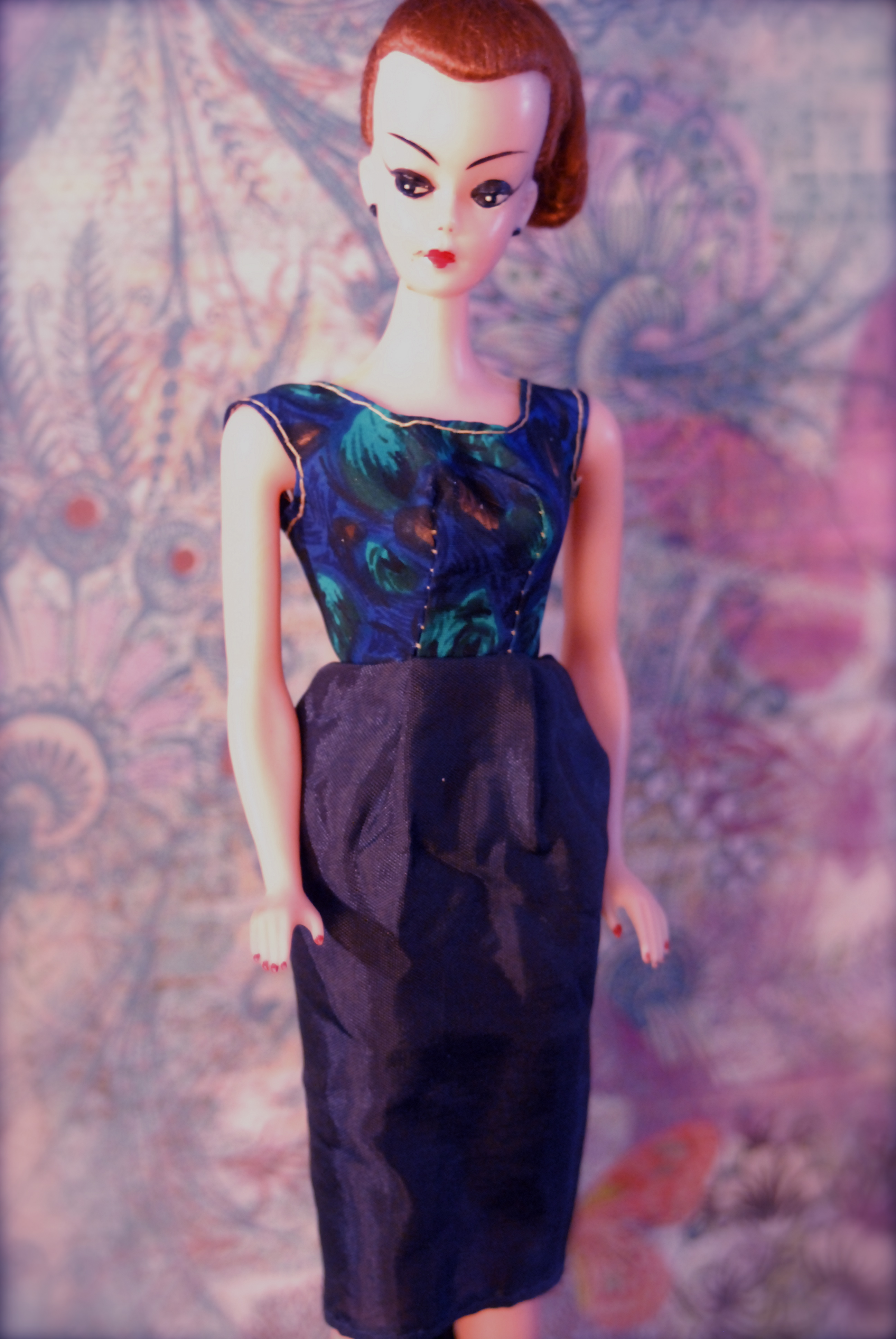
Clon Hong Kong de Lili, del tamaño de Barbie.

Bild Lilli Doll fue una muñeca alemana a la moda producida de 1955 a 1964. Es la predecesora de la muñeca más famosa en el mundo: Barbie.

## Historia
Al principio, Lilli era un personaje de caricatura, creado por Reinhard Beuthien para el tabloide alemán Bild-Zeitung en Hamburgo, Alemania. En 1953 el Bild-Zeitung decidió comercializar a la muñeca Lilli y contactó a Max Weissbrodt de la compañía de juguetes Hausser en Neustadt/Coburgo, Alemania. Siguiendo los dibujos de Beuthien, Weissbrodt diseñó el prototipo de muñeca que fue lanzada a la venta de 1955 a 1964, cuando Mattel adquirió los derechos de la muñeca, así que las producciones alemanas tuvieron que parar. Hasta entonces, se habían alcanzado las 130.000 unidades. Hoy en día Lilli es una pieza de colección al igual que Barbie y poseen un gran valor económico.

## La caricatura
Reinhard Beuthien recibió el encargo de realizar una tira cómica de "relleno" para el número inaugural del Bild-Zeitung del 24 de junio de 1952. Beuthien dibujó un bebé ingobernable, pero a su jefe no le gustó. Así que adaptó la cara, le agregó una cola de caballo y un cuerpo de mujer curvilíneo y la llamó "Lilli". Ella aparecía en la tienda de una adivina preguntando: "¿Podría ud. decirme el nombre y dirección de este rico y apuesto hombre?" La caricatura fue un éxito inmediato, así que el dibujante comenzó a hacer un dibujo diario.
Lilli era una joven de posguerra, ambiciosa y descarada. Como mujer trabajadora, ganaba su propio dinero como secretaria, pero no fue más allá de salir con hombre ricos. La tira casi siempre incluía una viñeta de Lilli vistiéndose o desvistiéndose, mientras hablaba con amigas, novios o su jefe ("Como te enojaste cuando llegué tarde esta mañana, me iré de la oficina a las cinco p.m. en punto. ¡Listo!"). 
La caricatura trataba temas que iban desde la moda (a un policía que le dijo que los trajes de baño de dos piezas estaban prohibidos en la calle: "En su opinión, entonces ¿qué pieza quiere que me quite?"); política ("Claro que estoy interesada en la política. ¡Nadie debería ignorar la manera en que algunos políticos se visten!") e incluso la bella naturaleza ("El amanecer es tan hermoso que siempre me quedo tarde en el antro ("nightclub") para verlo!"). La última tira de Lilli apareció el 5 de junio de 1961.

## Lectura adicional
No hay libros acerca de la muñeca Lilli como tal. A diferencia de Barbie, el juguete se produjo durante ocho años únicamente y nunca alcanzó la importancia de la muñeca estadounidense. Pero en libros acerca de Barbie o del estilo de vida alemán en los años 50 hay capítulos dedicados a Lilli. En el libro de Knaak se describen todas las muñecas y sus guardarropas son mostrados a color.